# Богдановка (Овручский район)
Богда́новка (укр. Богданівка) — село на Украине, находится в Овручском районе Житомирской области.
Код КОАТУУ — 1824281302. Население по переписи 2001 года составляет 274 человека. Почтовый индекс — 11117. Телефонный код — 4148. Занимает площадь 1,291 км².

## Адрес местного совета
11117, Житомирская область, Овручский р-н, с.Великая Черниговка